# Фуді маврикійський
Фу́ді маврикійський (Foudia rubra) — вид горобцеподібних птахів ткачикових (Ploceidae). Ендемік Маврикію.

## Опис

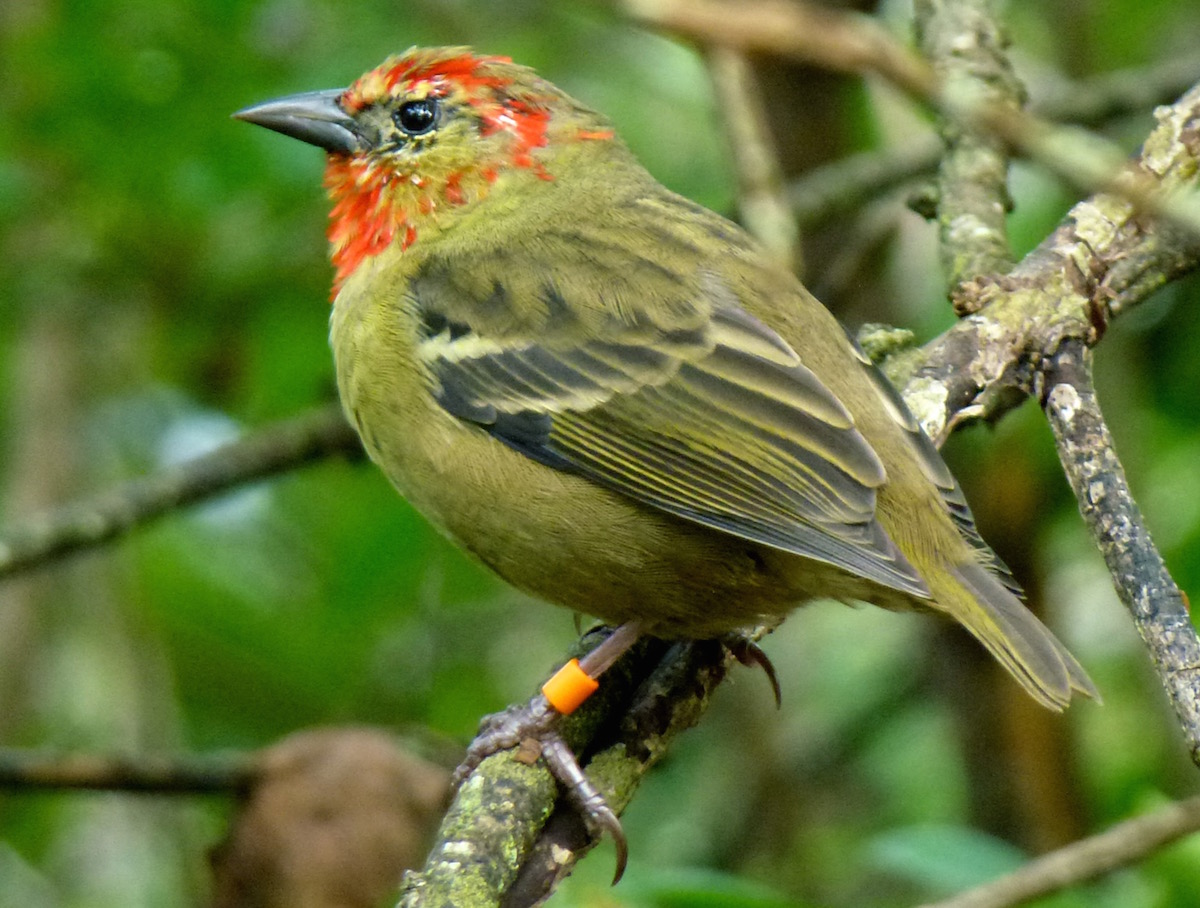
Самець маврикійського фуді під час линяння

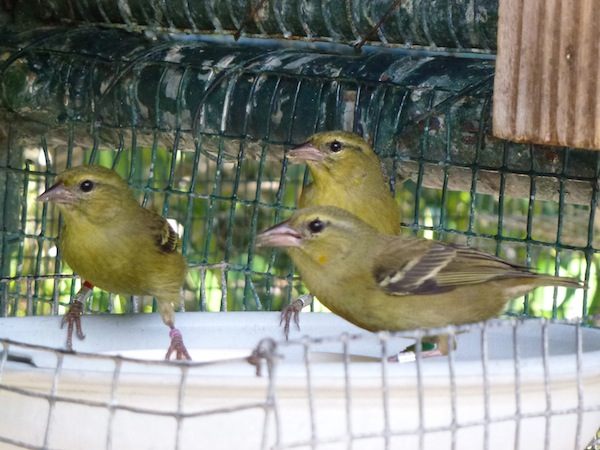
Самиці маврикійського фуді

Довжина птаха становить 14 см, вага 15-24 г. У самців під час сезону розмноження голова, шия і груди червоні або вогнисто-оранжеві, на обличчі чорна "маска". Надхвістя червонувате, решта тіла має оливково-сіре забарвлення. Дзьоб міцний, чорний. У самиць і самців під час негніздового періоду забарвлення переважно оливково-коричневе, крила більш темні, на крилах білі смуги, дзьоб коричневий.

## Поширення і екологія
Маврикійські фуді раніше були широко поширені на острові Маврикій, однак вимерли на більшій його території, за винятком невеликого району площею 12 км² на півдні острова. У 2010 році вони були інтродуковані на сусідній острівець Іль-о-Егрет з метою збереження виду. Спроба інтродукувати їх на острівець Раунд-Айленд виявилася невдалою, оскільки популяція була знищена зміями-болиєрідами. Маврикійські фуді живуть в лісах, лісових масивах і на плантаціях. Живляться переважно комахами, а також насінням і нектаром. Сезон розмноження на Іль-о-Егрет триває з липня по лютий, на Маврикії на 2 місяці пізніше. Маврикійські фуді є моногамними, територіальними птахами. Гніздо куполоподібне з бічним входом, розміщується на дереві, серед листя. В кладці 2-3 яйця, інкубаційний період триває 14 днів, пташенята покидають гніздо через 18 днів після вилуплення.

## Збереження
МСОП класифікує цей вид як такий, що перебуває під загрозою зникнення. За оцінками дослідників, популяція маврикійських фуді становить до 250 птахів. Їм загрожує хижацтво з боку інтродукованих щурів Rattus rattus і макак Macaca fascicularis, а також знищення природного середовища.